# Euskaltel-Euskadi/2010
Deze pagina geeft een overzicht van de Euskaltel-Euskadi wielerploeg in  2010.

## Renners
| Naam                 | Geboortedatum | Nationaliteit | Ploeg 2009               |
| -------------------- | ------------- | ------------- | ------------------------ |
| Igor Antón           | 02-03-1983    | Spanje        |                          |
| Javier Aramendia     | 05-12-1986    | Spanje        |                          |
| Jorge Azanza         | 16-06-1982    | Spanje        |                          |
| Jonathan Castroviejo | 27-04-1987    | Spanje        | Orbea                    |
| Sergio De Lis        | 19-05-1986    | Spanje        |                          |
| Koldo Fernández      | 13-09-1981    | Spanje        |                          |
| Aitor Galdós         | 08-11-1979    | Spanje        |                          |
| Aitor Hernández      | 24-01-1982    | Spanje        |                          |
| Beñat Intxausti      | 20-03-1986    | Spanje        | Fuji-Servetto            |
| Iñaki Isasi          | 20-04-1977    | Spanje        |                          |
| Gorka Izagirre       | 07-10-1987    | Spanje        | Murcia-Contentpolis AMPO |
| Egoi Martínez        | 15-05-1978    | Spanje        |                          |
| Miguel Mínguez       | 30-08-1988    | Spanje        | Orbea                    |
| Mikel Nieve          | 26-05-1984    | Spanje        |                          |
| Juan José Oroz       | 11-07-1980    | Spanje        |                          |
| Alan Pérez           | 15-07-1982    | Spanje        |                          |
| Rubén Pérez          | 30-10-1981    | Spanje        |                          |
| Samuel Sánchez       | 05-02-1978    | Spanje        |                          |
| Daniel Sesma         | 29-07-1984    | Spanje        | Orbea                    |
| Romain Sicard*       | 01-01-1988    | Frankrijk     | Orbea                    |
| Amets Txurruka       | 10-11-1982    | Spanje        |                          |
| Pablo Urtasun        | 29-03-1980    | Spanje        |                          |
| Iván Velasco         | 08-02-1980    | Spanje        |                          |
| Gorka Verdugo        | 04-11-1978    | Spanje        |                          |

* Hoewel Romain Sicard van Franse afkomst is rijdt hij al zijn gehele profcarrière bij Baskische ploegen en mag daardoor voor de ploeg uitkomen.

## Belangrijke overwinningen
| Ronde van het Baskenland 4e etappe: Samuel Sánchez Klasika Primavera Winnaar: Samuel Sánchez Ronde van Castilië en León 3e etappe: Igor Antón Ronde van Burgos 1e etappe: Koldo Fernández 2e en 5e etappe: Samuel Sánchez Algemeent klassement: Samuel Sánchez | Ronde van Asturië 1e etappe: Pablo Urtasun Etappe 3b (IT): Beñat Intxausti Ronde van Beieren 1e etappe: Rubén Pérez Ronde van Luxemburg 4e etappe: Gorka Izagirre Ronde van Romandië 5e etappe: Igor Anton | Ronde van Spanje 4e etappe: Igor Anton 11e etappe: Igor Anton 16e etappe: Mikel Nieve Ronde van de Vendée Winnaar: Koldo Fernández Prueba Villafranca de Ordizia Winnaar: Gorka Izagirre |

1994 · 1995 · 1996 · 1997 · 1998 · 1999 · 2000 · 2001 · 2002 · 2003 · 2004 · 2005 · 2006 · 2007 · 2008 · 2009 · 2010 · 2011 · 2012 · 2013
AG2R-La Mondiale · Astana · Caisse d'Epargne · Euskaltel-Euskadi · Footon-Servetto-Fuji · Française des Jeux · Team Garmin-Transitions · Team HTC-Columbia · Katjoesja · Lampre-Farnese Vini · Liquigas-Doimo · Team Milram · Omega Pharma-Lotto · Quick·Step · Rabobank · Team RadioShack · Team Saxo Bank · Team Sky